# Barczewo
Barczewo [barˈʧɛvɔ] (bis 1946 Wartembork, deutsch Wartenburg in Ostpreußen) ist eine Stadt im Powiat Olsztyński (Kreis Allenstein) der polnischen Woiwodschaft Ermland-Masuren. Sie ist Sitz der Stadt-und-Land-Gemeinde Gmina Barczewo mit 18.142 Einwohnern (Stand 31. Dezember 2020).

## Geographische Lage
Die Stadt liegt im historischen Ermland, an der Einmündung der Kirmaß in die Pissa (poln. Pisa Warmińska), etwa 15 Kilometer nordöstlich von Olsztyn (Allenstein).

## Geschichte

### Stadtgeschichte

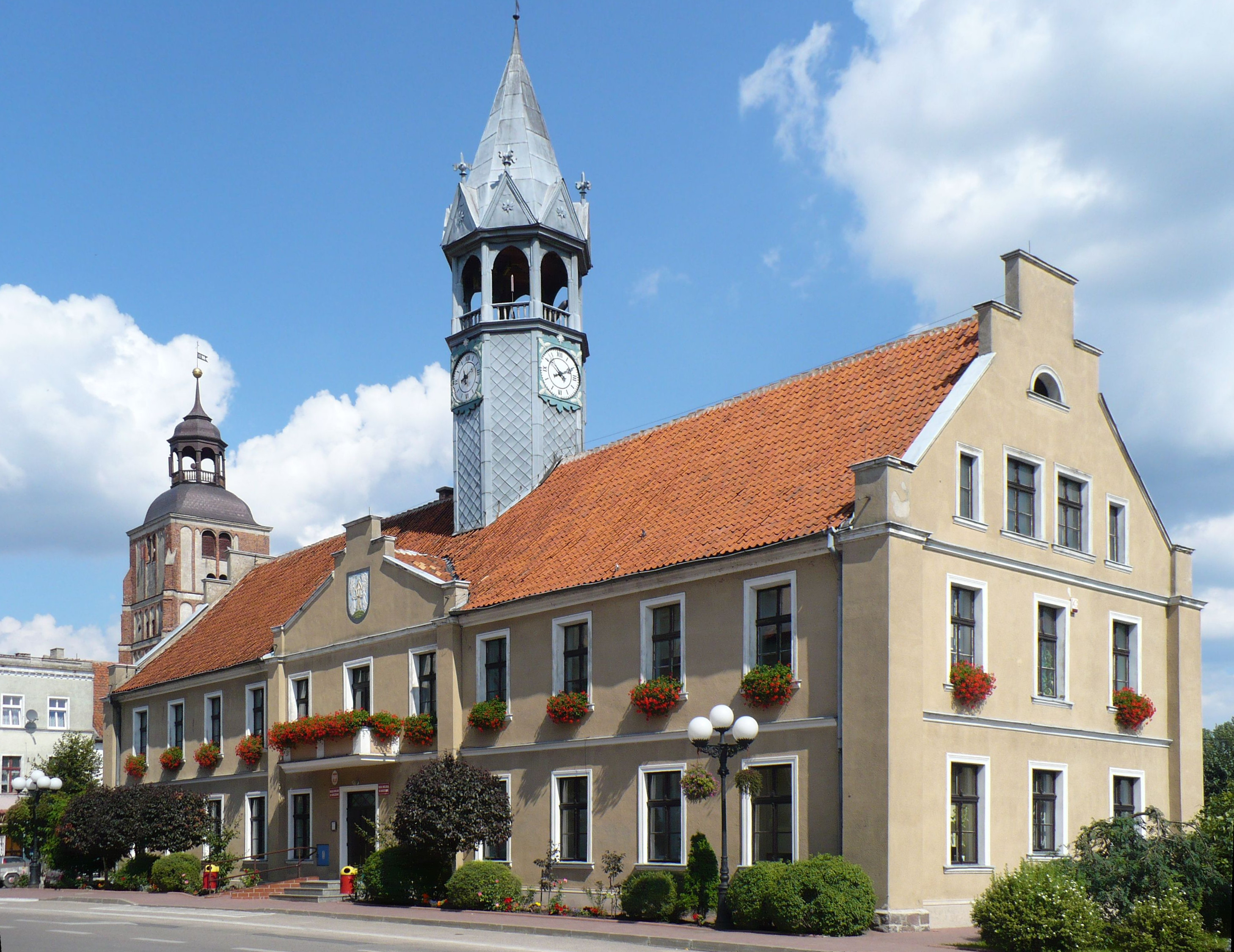
Rathaus

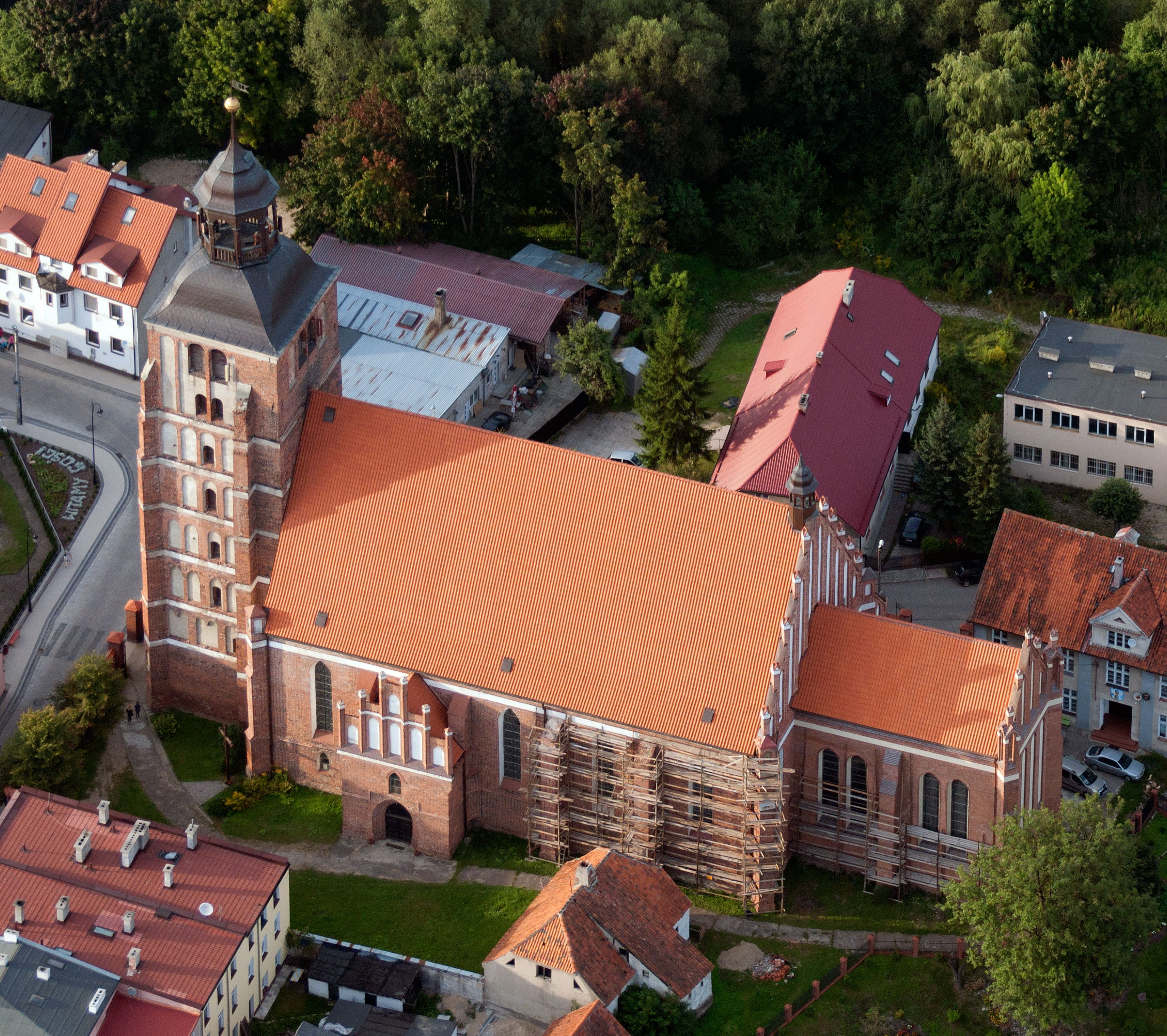
St.-Anna-Kirche aus der Vogelperspektive

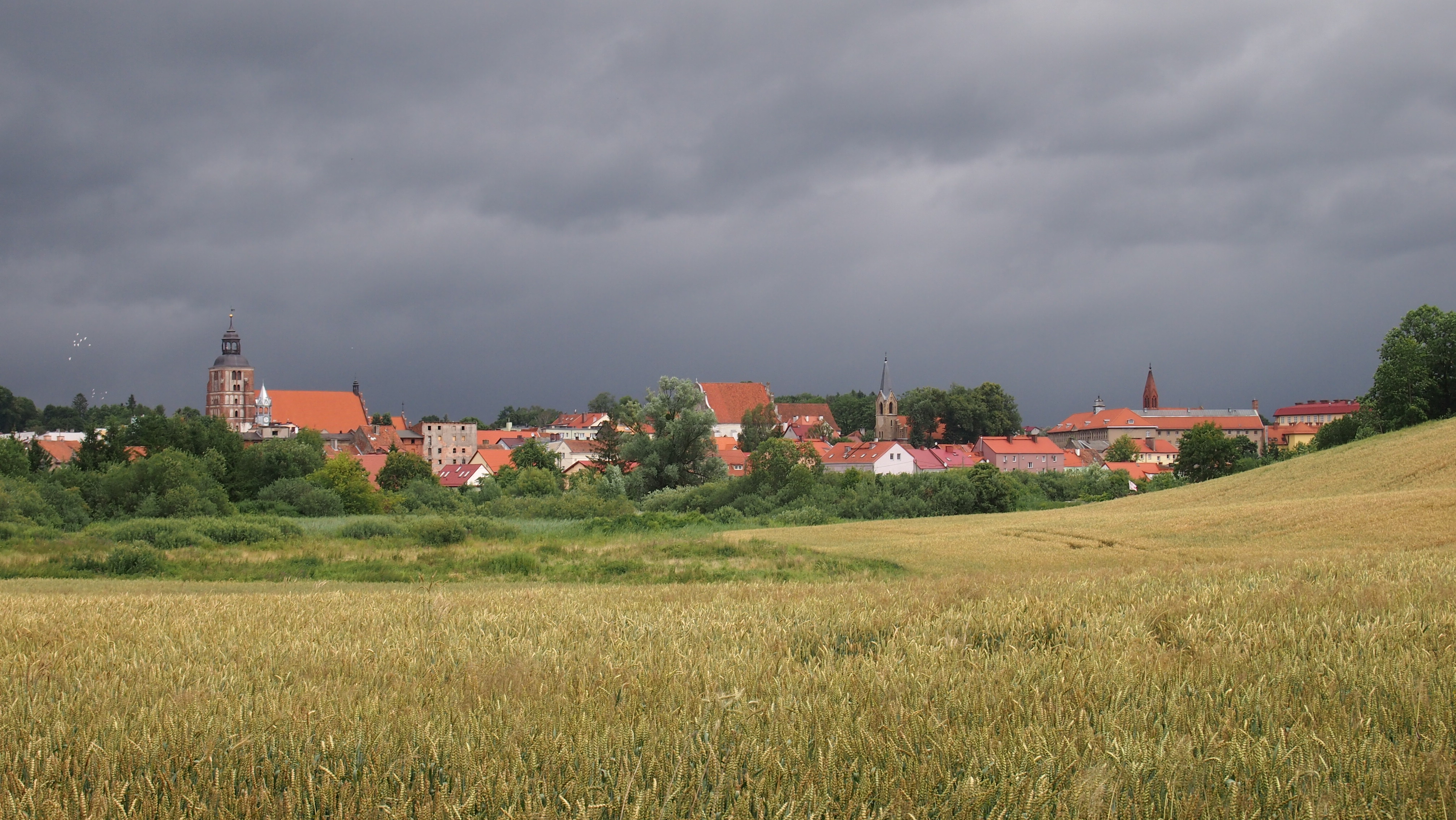
Stadtansicht

Um 1325 ließ der Bischof von Ermland in Wartenburg ein Schloss errichten. Während des ersten Krieges gegen Litauen wurde die erste Siedlung Altwartenburg im Jahr 1354 zerstört. Zehn Jahre später war der Ort neu aufgebaut und erhielt von Bischof Johann II. Stryprock das Kulmer Stadtrecht. Auch die Kirche wurde wieder aufgebaut.
Das Franziskanerkloster unmittelbar bei der Stadt wurde 1380 errichtet. Als es nach der Reformation leer stand, wurde es 1597 den Bernhardinern überlassen. 1810 wurde das Kloster säkularisiert, 1830 verstaatlicht und seit 1834 als Strafanstalt genutzt. Die ersten Gefangenen wurden aber bereits 1812 hier inhaftiert. Erich Koch, der vormalige NS-Gauleiter von Ostpreußen war hier von 1965 bis 1986 inhaftiert.
1594 brannten große Teile des Schlosses ab; das Schloss wurde danach wieder aufgebaut.
Einen Eisenbahnanschluss bekam die Stadt 1872 mit der Errichtung der Linie Thorn–Insterburg. Der Bahnhof von Wartenburg lag durch das hügelige Umland bedingt ca. drei Kilometer nördlich in Reuschhagen. Am Anfang des 20. Jahrhunderts hatte Wartenburg eine evangelische Kirche, zwei katholische Kirchen, eine Synagoge, ein Amtsgericht und verschiedene Gewerbebetriebe. Die Synagoge überdauerte die Novemberpogrome 1938 unbeschädigt.
Aufgrund der Bestimmungen des Versailler Vertrags stimmte die Bevölkerung im Abstimmungsgebiet Allenstein, zu dem Wartenburg gehörte, am 11. Juli 1920 über die weitere staatliche Zugehörigkeit zu Ostpreußen (und damit zu Deutschland) oder den Anschluss an Polen ab. In Wartenburg stimmten 3020 Einwohner für den Verbleib bei Ostpreußen, auf Polen entfielen 140 Stimmen. In der Strafanstalt Wartenburg entfielen 80 Stimmen auf Deutschland, 20 auf Polen.
Im Jahr 1945 gehörte Wartenburg zum Landkreis Allenstein der Provinz Ostpreußen. Eingegliedert waren neun Wohnplätze:
| Deutscher Name             | Polnischer Name |  | Deutscher Name   | Polnischer Name |
| -------------------------- | --------------- |  | ---------------- | --------------- |
| Barkeim 1939–1945 Barkheim | Bark            |  | Karolinenhof     | Rejczuchy       |
| Gayhof                     | Gaj             |  | Klein Wartenburg | Barczewski Dwór |
| Grünheide                  | Zielonka        |  | Lapkaabfindung   | Łapka           |
| Kaminskiruh                | Kamieńsko       |  | Robertshof       | Wrócikowo       |

1928 war der Ort Terka (nicht mehr existent) eingegliedert worden. Er hatte vorher zu Sapuhnen (polnisch Sapuny) gehört.
Im Zweiten Weltkrieg eroberte am 26. Januar 1945 die Rote Armee  Wartenburg. Zu diesem Zeitpunkt befanden sich noch 1700 Einwohner in der teilweise zerstörten Stadt. Regierungsbevollmächtigter der Volksrepublik Polen für den Verwaltungsbezirk Masuren war der am 30. März 1945 ernannte Jakub Prawin (1901–1957). Die Kreiseinteilung behielt die polnische Verwaltung bei; jedoch wurde aus Wartenburg „Wartenbork“. Anschließend begann die Ansiedlung von Polen, verbunden mit einer „Verifizierung“ der verbliebenen Stadtbewohner, die für den überwiegenden Teil die Vertreibung zur Folge hatte. Am 1. Juni 1946 hatte Wartenbork 1666 Einwohner, darunter 719 neu angesiedelte Polen, 916 „Masuren und Ermländer“ (das waren die Verifizierten), 30 Deutsche und ein „Anderer“.
Am 4. Dezember 1946 wurde Wartenbork zu Ehren des Politikers und Geistlichen Walenty Barczewski in Barczewo umbenannt.

### Demographie
| Jahr | Einwohner | Anmerkungen |
| ---- | --------- | --- |
| 1782 | 1562      | bei 241 Feuerstellen (Haushaltungen) |
| 1802 | 1804      | [ 7 ] |
| 1810 | 1510      | [ 7 ] |
| 1816 | 1706      | davon 106 Evangelische, 1594 Katholiken und sechs Juden |
| 1821 | 1910      | [ 7 ] |
| 1831 | 2275      | größtenteils Polen |
| 1858 | 3756      | davon 1195 Evangelische, 2490 Katholiken, drei sonstige Christen und 68 Juden |
| 1871 | 3674      | davon 1300 Evangelische und 70 Juden (2130 Polen) |
| 1875 | 4055      | [ 11 ] |
| 1880 | 4499      | [ 11 ] |
| 1905 | 4426      | davon 562 Evangelische und 62 Juden |
| 1910 | 4400      | davon 577 Evangelische, 3467 Katholiken, acht sonstige Christen, 55 Juden (2973 mit deutscher, 1132 mit polnischer und zwei mit masurischer Muttersprache, 292 Einwohner sprechen deutsch und in einer anderen Sprache) |
| 1933 | 4818      | [ 11 ] |
| 1939 | 5841      | [ 11 ] |

| Jahr | Einwohner | Anmerkungen |
| ---- | --------- | ----------- |
| 1950 | 3229      |             |
| 2007 | 7336      | [ 13 ]      |

## Religionen

### Christentum

#### Römisch-katholische Kirche
In der Stadt Barczewo gibt es zwei Pfarreien, die beide zum Dekanat Barczewo im Erzbistum Ermland gehören:
- die Pfarrei St. Anna (und St. Stephan), die im 14. Jahrhundert entstanden ist. Aus dieser Zeit stammt auch die gotische Pfarrkirche. Nach Bränden im 16. und 17. Jahrhundert wurde sie wieder aufgebaut, am Ende des 18. Jahrhunderts erweitert, zuletzt 1894. Der Pfarrei ist die Filialgemeinde Szynowo (Schönau) zugeordnet.

- die Pfarrei St. Andreas der Apostel, die am 1. Juli 1989 gebildet wurde. Der Gemeindebereich wurde aus der Pfarrei St. Anna abgezweigt. Das gotische Kirchengebäude stammt aus dem 14. Jahrhundert und wurde als Klosterkirche erbaut. Zu der Pfarrei gehört die Filialgemeinde Jedzbark (Hirschberg).

- das Kloster Wartenburg wurde 1380 errichtet und von den Franziskanern, später von den Bernhardinern genutzt. Im Jahre 1810 wurde es säkularisiert. Seither dient es als Strafanstalt.

#### Evangelische Kirche
In Wartenburg wurde 1826 ein Bethaus in den Dienst der evangelischen Kirche genommen. Im Jahre 1836 entstand hier eine Gemeinde, und in den Jahren 1870 bis 1871 wurde eine in neugotischem Stil gehaltene Kirche errichtet. Bis 1945 gehörte die Gemeinde zum Superintendenturbezirk Allenstein im Kirchenkreis Ermland innerhalb der Kirchenprovinz Ostpreußen der Kirche der Altpreußischen Union. Der Krieg setzte 1945 der Gemeinde ein Ende. Das Gotteshaus wurde säkularisiert und kam in staatliche Hände. Es dient heute als „Schatzkammer der Europäischen Kultur“ (polnisch: Skarbiec Kultury Europejskiej) mit Kunstgalerie und Konzertsaal. Barczewo gehört jetzt zur evangelischen Christus-Erlöser-Kirche Olsztyn innerhalb der Diözese Masuren der Evangelisch-Augsburgischen Kirche in Polen.

### Judentum
Um 1880 lebten in der Stadt Wartenburg etwa 100 Juden. Im Jahre 1894 wurde im Süden der Stadt eine Synagoge erbaut. Auf einer Fläche von 140 m² entstand das Gebäude im Stil der Neorenaissance. Der Synagogenbezirk Wartenburg in Ostpreußen wurde einer der Synagogenbezirke Preußens nach dem Preußischen Judengesetz von 1847. Wegen der abnehmenden Zahl von Mitgliedern verkaufte die Gemeinde das Gebäude 1937 an Privatpersonen. Die Reichspogromnacht 1938 überstand das Haus unbeschadet.
Nach 1945 diente es als Wohnhaus für Strafanstaltsbedienstete, dann zog eine Kunstweberei ein. 1996 übernahm das Museum für Ermland und Masuren die Anlage, die aufwändige restauriert wurde und auch ehemalige sakrale Einrichtungen wieder erstehen ließ, so der Frauengebetsraum im Obergeschoss. Im Jahre 2000 richtete man im Hauptraum die Kunstgalerie „Synagoga“ ein.

## Politik

### Bürgermeister
Bürgermeister der Stadt Barczewo ist Andrzej Maciejewskie.

### Wappen
Blasonierung: „In Blau von zwei schwebenden, silbern gekleideten Engeln getragene, goldene Bischofsmütze mit herabhängenden Bändern.“
Dieses Bild steht auch auf dem am Bundesbrief der Städte vom Jahre 1440 hängendem SIGILLUM CIVITATIS WARTHEMBERG und wird später stets wiederholt. Die Burg hatte Bischof Eberhard von Ermland erbauen lassen, daher die Mitra.

### Partnerschaften
Die Stadt Barczewo befindet sich in einer Partnerschaft mit der niedersächsischen Gemeinde Hagen am Teutoburger Wald in Deutschland.

## Kultur und Sehenswürdigkeiten
- Reste des Schlosses
- Pfarrkirche der Heiligen Anna aus dem 14. Jahrhundert mit dem angebauten Turm aus dem 15. Jahrhundert; hier findet seit 2002 auch das jährliche Internationale Feliks-Nowowiejski-Chormusik-Festival statt. Im Pfarrhaus dieser Kirche befand sich seinerzeit auch die Elementarschule von Wartenburg, in der der bekannte Komponist Feliks Nowowiejski seine ersten vier Schuljahre absolvierte.
- Evangelische Kirche, neugotisch, errichtet 1870/71
- Synagoge aus dem 19. Jahrhundert
- Feliks-Nowowiejski-Museum für den polnischen Komponisten, Dirigenten und Musikpädagogen
- Klosterkirche St. Andreas, gotisch, erbaut im 14. Jahrhundert als Klosterkirche des Franziskanerklosters, mit dem Anbau der St.-Antonius-Kapelle, mit sehenswertem Doppelgrabmal für Andreas Báthory, 1566–1599, Neffe des polnischen Königs Stephan Báthory, Kardinal und 1589 Fürstbischof von Ermland, sowie seinen Bruder Balthasar, Ratsherr von Siebenbürgen. Dieses Grabmal wurde von Andreas Bathory bereits zu seinen Lebzeiten in Auftrag gegeben und 1598 vom berühmten Danziger Architekten und Bildhauer Abraham van den Blocke geschaffen.
- Reste des Klosters gehören heute zur Justizvollzugsanstalt. Hier saß Gauleiter Erich Koch von 1959 bis zu seinem Tod 1986 in Haft. In den 1980er Jahren wurden Dissidenten und Mitglieder der Solidarność wie Władysław Frasyniuk, Adam Michnik, Leszek Moczulski und Józef Szaniawski festgehalten.
- Rathaus aus dem 19. Jahrhundert

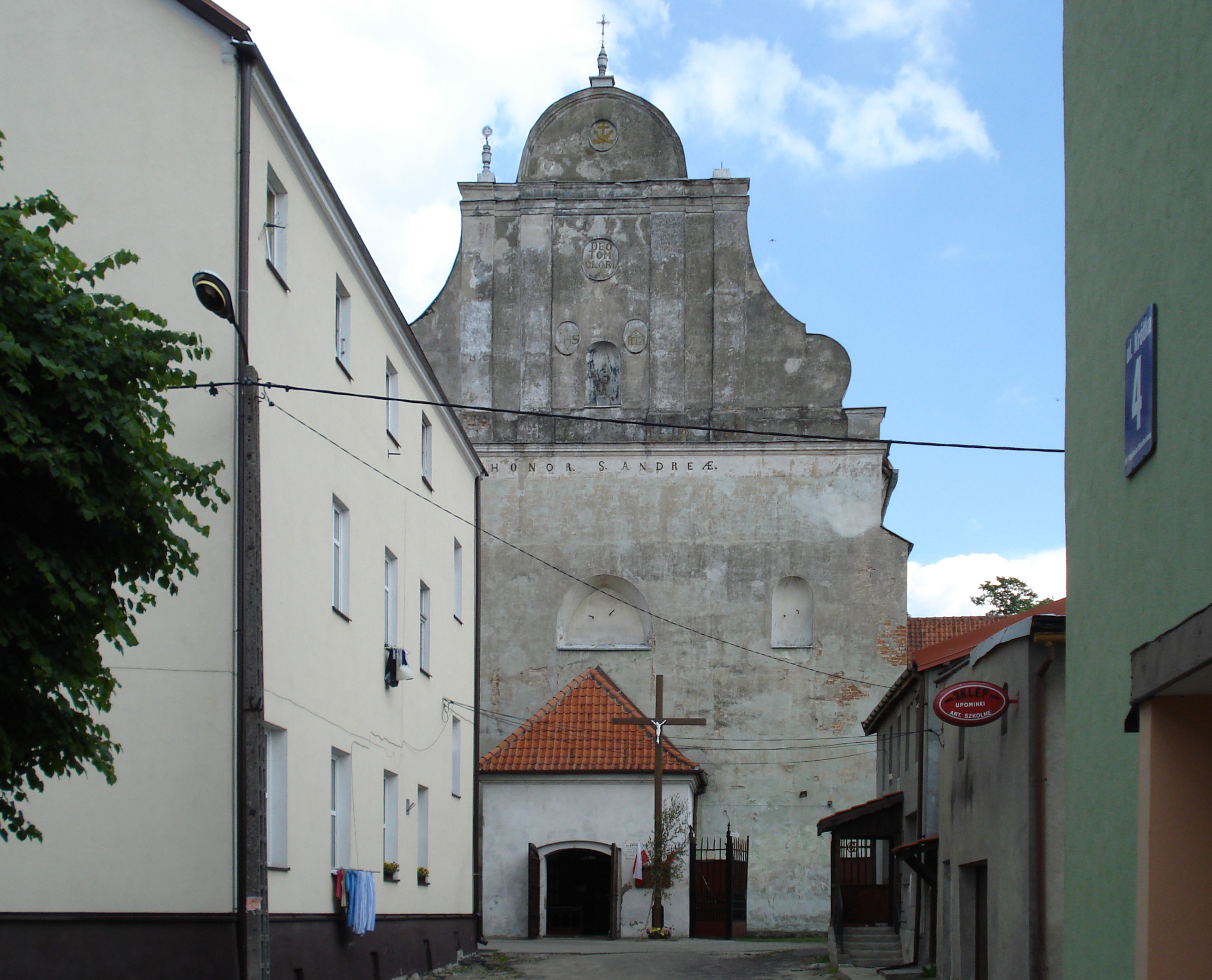
Andreaskirche
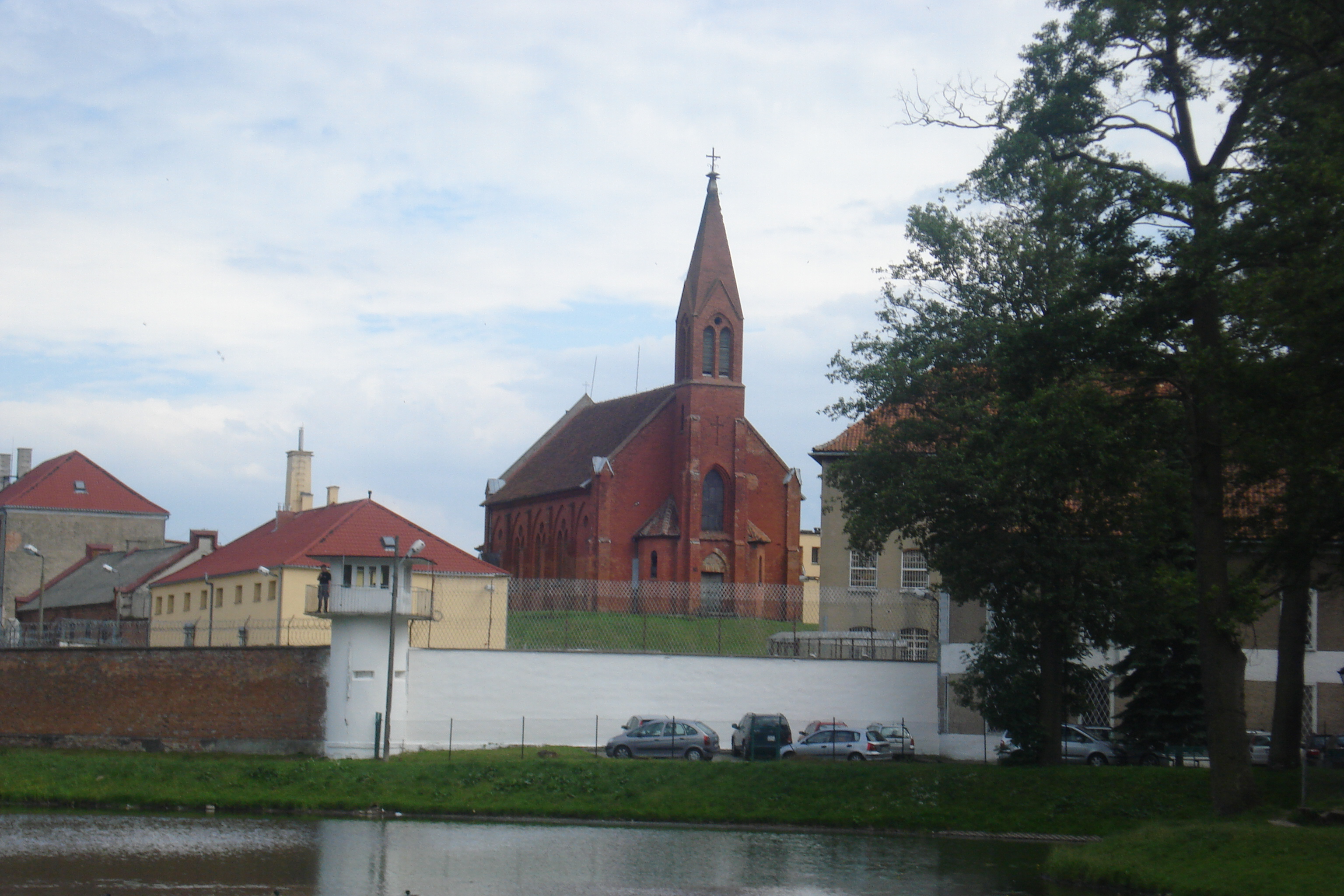
Gefängnis mit Kirche
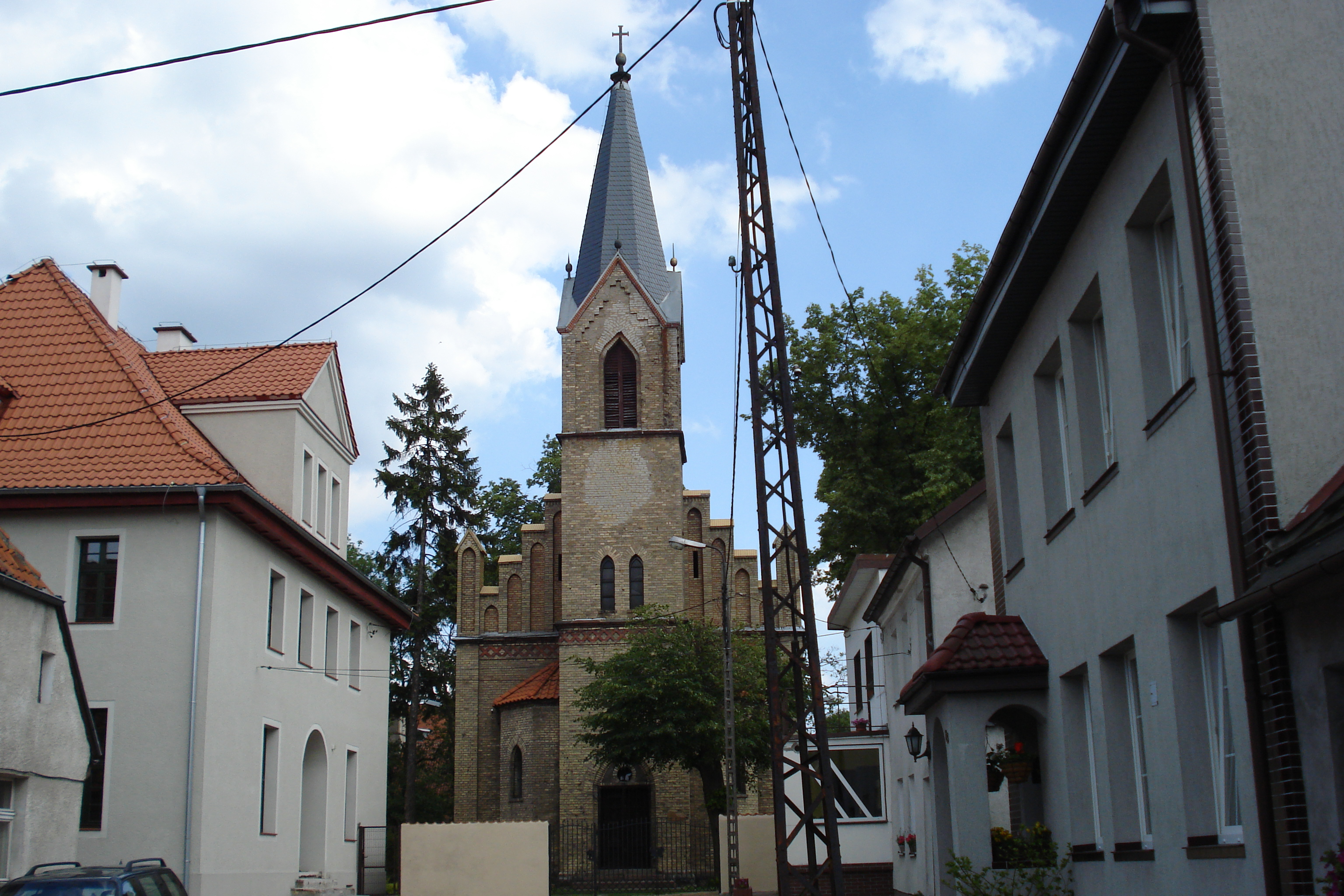
Evangelische Kirche
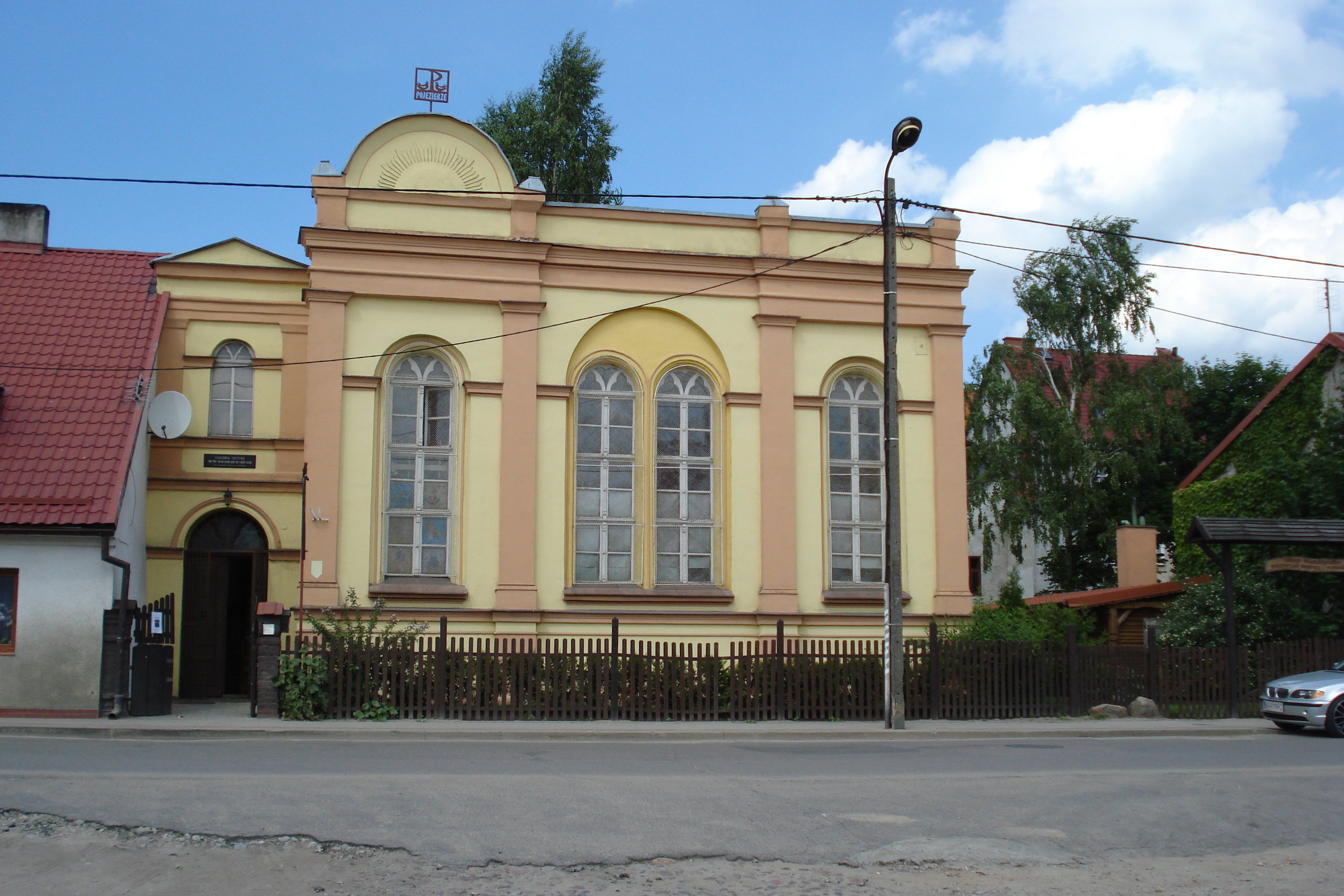
Synagoge
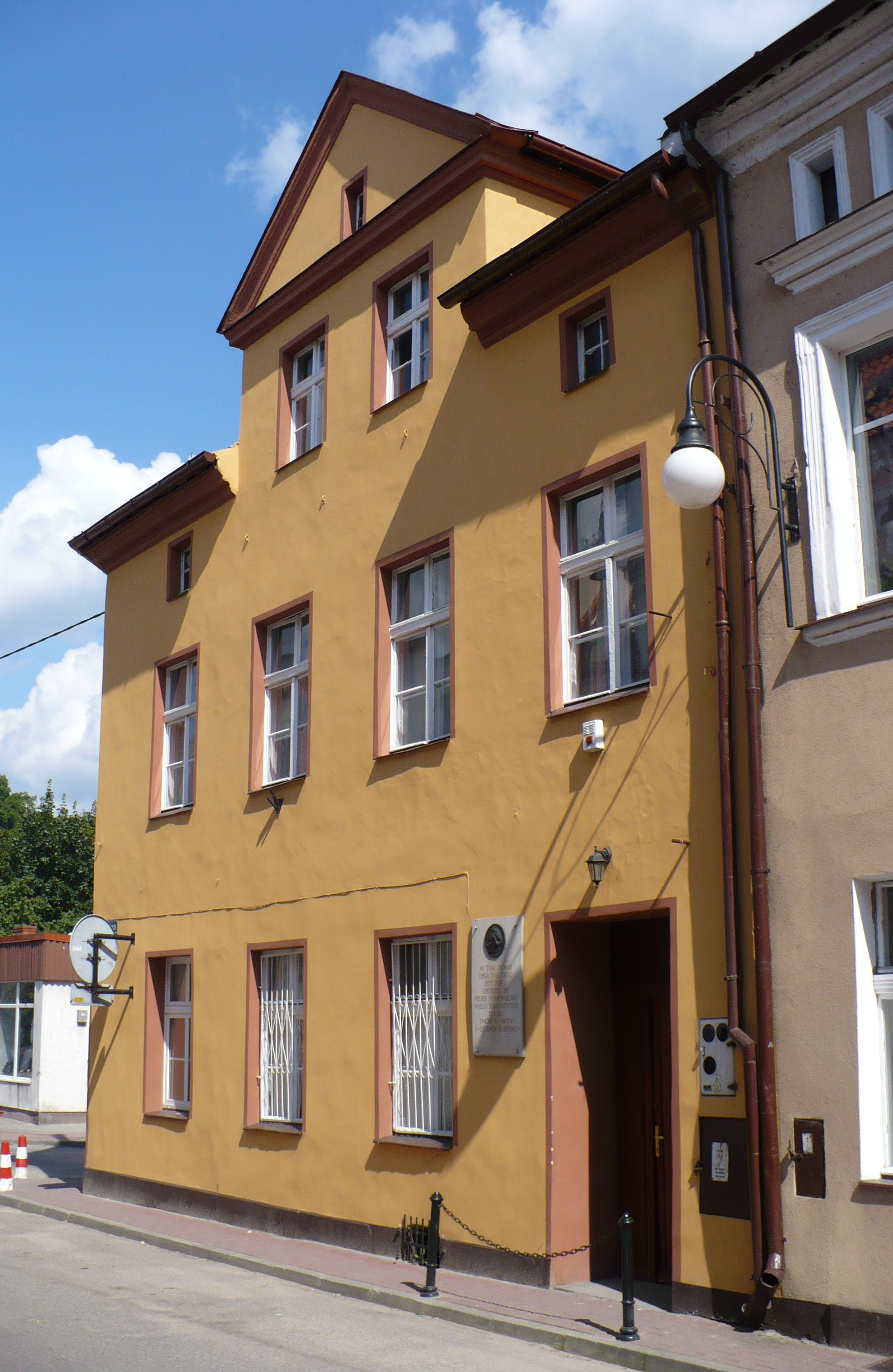
Geburtshaus von Feliks Nowowiejski, Museum
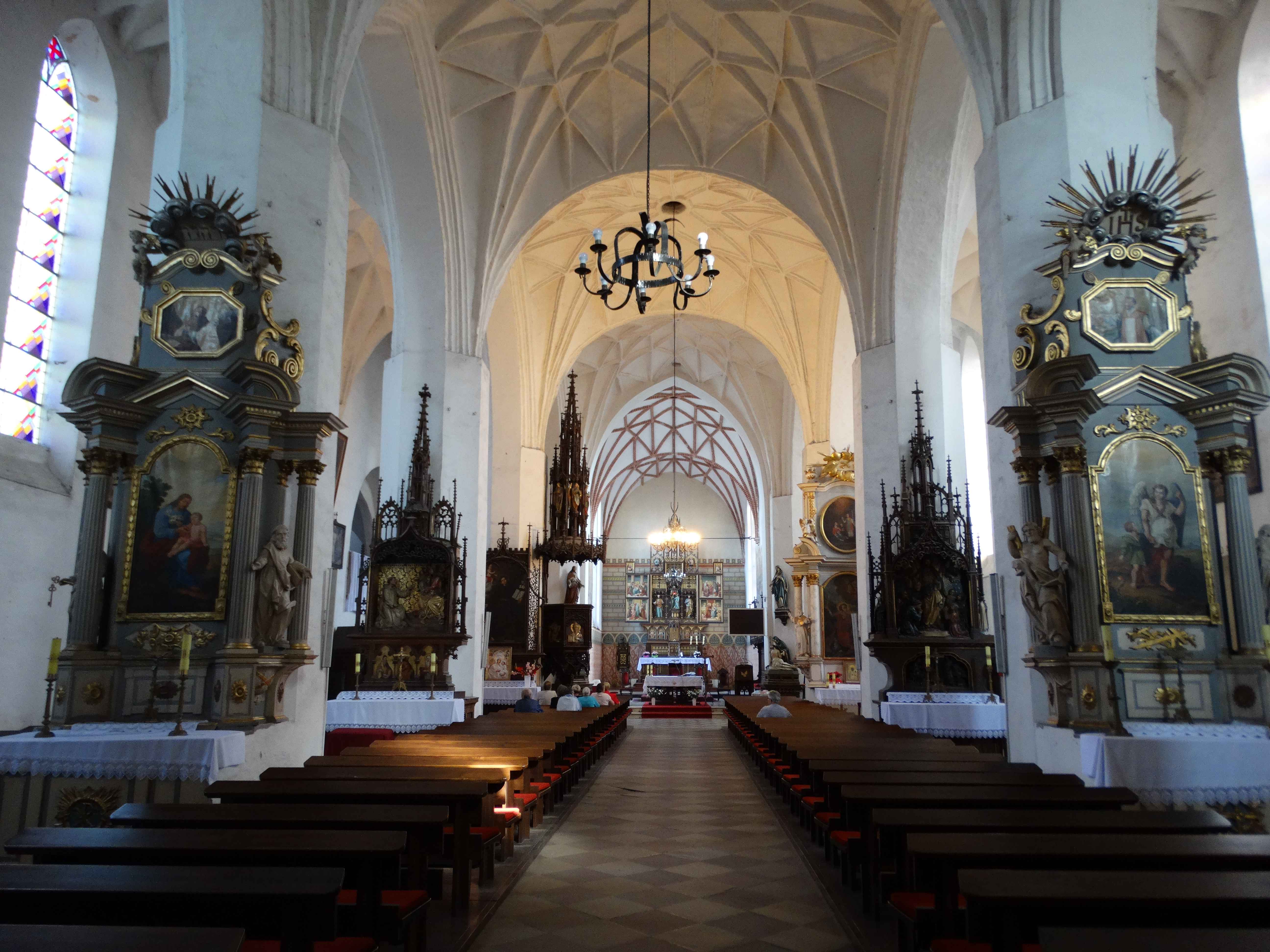
St.-Anna-Kirche (Innenansicht)

## Gemeinde
Zur Stadt-und-Land-Gemeinde (gmina miejsko-wiejska) Barczewo gehören die Stadt selbst und 32 Dörfer mit Schulzenämtern.

## Verkehr

### Straße
Die Stadt Barczewo liegt an der zurzeit als Schnellstraße S 16 im Ausbau begriffenen Landesstraße 16 (es ist die frühere deutsche Reichsstraße 127), die von Grudziądz (Graudenz) über Olsztyn (Allenstein) bis nach Ełk (Lyck) und weiter bis zur Grenze nach Litauen führt. Von Jeziorany (Seeburg) verläuft die Woiwodschaftsstraße 595 bis nach Barczewo.

### Schienen
Der Ort liegt an der Südtrasse der ehemals Preußischen Ostbahn, die von Posen über Toruń (Thorn) und Olsztyn bis nach Korsze (Korschen) und Skandawa (Skandau) führt, wobei früher die Bahnstrecke erst in Tschernjachowsk (Insterburg) endete.

## Bekannte Personen

### Töchter und Söhne der Stadt
- Kazimierz Brakoniecki (* 1952), polnischer Dichter
- Paul Brieskorn (1887–nach 1937), deutscher Politiker (Zentrum) und Landtagsabgeordneter in der Freien Stadt Danzig
- Arno Bulitta (1921–1995), deutscher Mediziner und Bundesverdienstkreuzträger
- Paul Gisevius (1858–1935), deutscher Agrarwissenschaftler
- Stephan Foremny (1931–2006), deutscher Komponist, Chorleiter und Hochschullehrer
- Winfried Lipscher (1938–2024), deutscher Theologe, Übersetzer, Publizist und ehemaliger Botschafter
- Heinrich Maey (1829–1908), deutscher Eisenbahningenieur
- Götz Naleppa (* 1943), deutscher Hörspielregisseur, Klangkomponist, Dramaturg und Übersetzer.
- Feliks Nowowiejski (1877–1946), polnischer Komponist, Dirigent, Organist, Musiklehrer und päpstlicher Kammerherr
- Robert Pruszkowski (1907–1983), Häftling im Pfarrerblock (KZ Dachau), Pfarrer in Preetz
- Horst Tuguntke (1931–2024), deutscher Verwaltungsjurist und Bundesverdienstkreuzträger

### Personen, die vor Ort wirkten
- Johann Hirschberg (1847–1910), katholischer Geistlicher von 1888 bis 1910 in Wartenburg
- Barbara Hulanicka (1924–2012), polnische Künstlerin von 1980 bis 2012 in Barczewo
- Magdalena Szaj (* 1995), Fußballspielerin bei LKS Surma Barczewo

### Personen, die mit dem Ort in Verbindung stehen
- Valentin Barczewski (1856–1928), polnischer römisch-katholischer Geistlicher und Mitglied des Provinziallandtags der Provinz Ostpreußen, setzte sich für das Polentum und die polnische Sprache im südlichen Ermland ein: Ihm zu Ehren wurde 1946 die Stadt Wartenburg i. Ostpr. in „Barczewo“ (und Alt Wartenburg in „Barczewko“) benannt
- Erich Koch (1896–1986), NSDAP-Gauleiter von Ostpreußen, Kriegsverbrecher, Gefängnisinsasse von 1965 bis 1986
- Richard von Weizsäcker (1920–2015) schützte im Januar 1945 in Wartenburg Hermann Priebe (1907–1997) vor der Gestapo
- Ludwig Meyländer genannt Rogalla von Bieberstein (1873–1940), preußischer Rittmeister a. D., Gutsbesitzer und Rechtsritter des Johanniterordens sowie Widerstandskämpfer, er starb am 4. August 1940 durch Hängen auf Befehl der NS-Regierung im Zuchthaus Wartenburg